# Asterocalyx mirabilis
Asterocalyx mirabilis är en svampart som beskrevs av Höhn. 1912. Asterocalyx mirabilis ingår i släktet Asterocalyx och familjen Sclerotiniaceae.   Inga underarter finns listade i Catalogue of Life.